# Marilyn Okoro
Marilyn Okoro (ur. 23 września 1984 w Londynie) – brytyjska lekkoatletka, specjalizująca się w biegu na 400 metrów i biegu na 800 metrów, brązowa medalistka mistrzostw świata.

## Najważniejsze osiągnięcia
| Rok  | Rodzaj zawodów            | Miasto    | Konkurencja | Miejsce | Wynik   |
| ---- | ------------------------- | --------- | ----------- | ------- | ------- |
| 2007 | Mistrzostwa świata        | Osaka     | 4 x 400 m   | 3.      | 3:20,04 |
| 2007 | Światowy Finał IAAF       | Stuttgart | 800 m       | 3.      | 1:58,76 |
| 2008 | Światowy Finał IAAF       | Stuttgart | 800 m       | 3.      | 1:58,64 |
| 2009 | Halowe mistrzostwa Europy | Turyn     | 4 x 400 m   | 2.      | 3:30,42 |
| 2011 | Halowe mistrzostwa Europy | Paryż     | 800 m       | 3.      | 2:02,46 |

## Rekordy życiowe
- Bieg na 400 metrów
  - stadion – 52,00 (2006)
  - hala – 52,98 (2009)
- Bieg na 600 metrów
  - stadion – 1:24,36 (2012)
- Bieg na 800 metrów
  - stadion – 1:58,45 (2008)
  - hala – 1:59,27 (2009)